# Iván Salgado López
Iván Salgado López (Orense, 29 de mayo de 1991) es un Gran Maestro Internacional español de ajedrez. Consiguió el título de Maestro Internacional en 2007 y el de Gran Maestro en 2008. En 2020 participó en el programa Divididos, de la cadena de televisión La Sexta.

## Títulos individuales
Comenzó a destacar en los campeonatos de España por edades, en el año 2004 campeón sub-14 y subcampeón sub-14 en el año 2003 y 2005, en el año 2007 campeón sub-16, en el año 2008 campeón sub-18 en Padrón.
En el año 2009 fue subcampeón del Mundo sub-18.
En el año 2012 fue Campeón Iberoamericano de ajedrez en Quito organizado por la Federación Iberoamericana de Ajedrez.
En relación con las competiciones no organizadas por las federaciones de ajedrez destacan las victorias en el año 2007 en el Abierto de Pamplona, en 2008 el Open Internacional ciudad de San Sebastián, en 2009 el Festival Internacional Ruy López en Zafra, en 2010 el Open de Vecindario en Vecindario, en 2011 el Magistral Ciudad de Barcelona y en 2012 el Torneo Internacional Forni di Sopra, en Forni di Sopra.

## Títulos por equipos
En los campeonatos de España por comunidades autónomas representando a Galicia, en el año 2005 logró en campeonato con la selección gallega sub-16, en 2006 y 2007 el subcampeonato de España con la selección gallega absoluta.
En los campeonatos por clubes representando al Club Marcote de Mondariz-Balneario, en el año 2005 y 2006 ganó el campeonato gallego por equipos, en 2009 el subcampeonato de España por equipos y en 2010 el campeonato de España de división de honor por equipos.
Participó representando a España en las Olimpíadas de ajedrez de 2010 en Janti-Mansisk, y en el Campeonato de Europa de ajedrez por equipos en dos ocasiones, de 2009 en Novi Sad y de 2011 en Porto Carras.

## Carrera como entrenador
Durante su carrera deportiva, además de competir al máximo nivel, trabajó en ocasión como ayudante de grandes jugadores, como los excampeones del mundo Ruslan Ponomariov y Veselin Topalov, así como otros jugadores que han estado en el top mundial como Francisco Vallejo Pons e Ivan Cheparinov. 
A partir de 2020, por motivo de la pandemia, tuvo que parar su actividad principal de jugador para pasar a ser entrenador. El cambio de actividad fue posible gracias a los estudios deportivos cursados de 2016 a 2019 en la Academia Nacional del Deporte en Sofía (Bulgaria). Ahí terminó estudios de Entrenador Deportivo, especialidad ajedrez y de Gestión deportiva (ambos en el idioma búlgaro). 
En 2020 reanudó su actividad de ayudante de jugadores del top mundial, combinándolo con el entrenamiento de jugadores distintos niveles. Además, más adelante decidió abrir su propia academia, la academia de ajedrez Chess Excelsior (www.chessexcelsior.com). A día de hoy (abril 2023) la academia cuenta con más de 2600 miembro en la comunidad de Discord (https://discord.gg/JKnQbBk4Rd) y más de 120 miembros prémium que reciben clases de ajedrez semanalmente. 
Iván Salgado a día de hoy puede ser considerado uno de los mejores entrenadores del mundo en español, teniendo en cuenta su nivel, número de alumnos y progreso de muchos de sus alumnos. Uno de sus éxitos más reconocidos a nivel nacional fue llevar al jugador Pedro Ginés, campeón del mundo sub-14, de 2400 de ELO a 2500 de ELO y conseguir el título de Gran Maestro tras un año de trabajo.